# Engeddia hispanica
Engeddia hispanica là một loài ruồi trong họ Tachinidae.